# Mewati jezik
Mewati jezik (wtm), jezik naroda Meo iz indijskih država Haryana, Rajasthan i Uttar Pradesh. Tradiocionalno pripada skupini centralnih indoarijskih jezika. Ukupno 857.000 govornika 2011 godine, od toga svega 56.000 monolingualnih (2006), u upotrebi su i hinduski [hin], urdu [urd] i standardni arapski [arb].
Narod Meo tisućljećima živi na području povijesne regije Mewat koja se prostirala po dijelovima Haryane i Radžastana, a navodi se da su podrijetlom od hinduskih Radžputa koji su poprimili islam.